# ムーンクラフト
ムーンクラフト株式会社（MOONCRAFT CO., LTD）は、静岡県御殿場市に本社を置くレーシングチーム、レーシングカーコンストラクターである。

## 概要
1975年にレーシングカーデザイナーの由良拓也が、レーシングカーデザイン会社として設立。国内外様々なレーシングカーのデザイン・製作を手がける。社名の由来は、設立時に「星の名前を社名にしよう」といくつか候補を考えた中で「身近である一方、手が届きそうで届かない」存在として月を選んだことと、「プロダクトデザインではなくクラフトデザイン、量産品ではなく手作りの工芸品に近い物作り」というところから「月（ムーン）＋クラフト」になった。ただ実際に会社を経営してみると「月の満ち欠けのように、会社の経営も浮き沈みが激しい」としていろいろ苦労したという。
1977年、富士グランチャンピオンレース (富士GC) 用マシン「紫電77」は、洗練されたデザインによりレース界に衝撃を与えた。同じくGC用として製作したMCS（ムーン・クラフト・スペシャル）カウルは、GCレースが単座席化した1980年代初頭に圧倒的な強さを誇った。
また1983年にデザインした「マツダ・717C」は、1983年のル・マン24時間レースで日本車初のクラス優勝を獲得するなど、数多くの実績を上げている。1985年からは自社のレーシングチームでレースに参戦。全日本F3000、フォーミュラ・ニッポン、JTCCなどに参戦している。
1988年、全日本F3000や富士GCでメインスポンサーだった日本運送（フットワークエキスプレス）が資本参入し、社名を「フットワークフォーミュラ」に変更。鈴木亜久里が同年の全日本F3000チャンピオンを獲得する（マシンはマーチ87・ヤマハ）。また、コンストラクターとしてF1進出を目指し、足掛かりとして「MC030」に始まるオリジナルF3000シャシーを開発。全日本F3000や国際F3000で片山右京やデイモン・ヒルらがドライブした。しかし、フットワークがアロウズを買収してF1に参戦するプランに変更したため、1990年に資本関係を解消。同年3月のテスト中に村松栄紀が事故死し、F3000シャシーの開発も中断した。
1991年、ヤマハが発表したスポーツカー「OX99-11」のボディデザインを担当。2006年には自社製スポーツカー「紫電」を発表し、プロモーションを兼ねて2006年から2012年までSUPER GTのGT300クラスに参戦。2007年にはチームチャンピオンを獲得した。しかし、どちらも市販化計画は実現しなかった。
2018年11月、東レ・カーボンマジックはムーンクラフトの全株式を取得し、子会社化することを発表した。東レ・カーボンマジックが2024年よりFIA-F4選手権に供給している「MCS4-24」では、マシンの空力デザインや風洞実験などの部分に関与している。

## 製作、設計したレーシングカー
- 紫電77
- マツダ・717C
- MCS
- MCS・グッピー
- 日産・スカイライン スーパーシルエット
- マツダ・737C
- ローラ・MCS94
- ムーンクラフト・紫電
- SGT LOTUS EVORA
- F4 MC-090

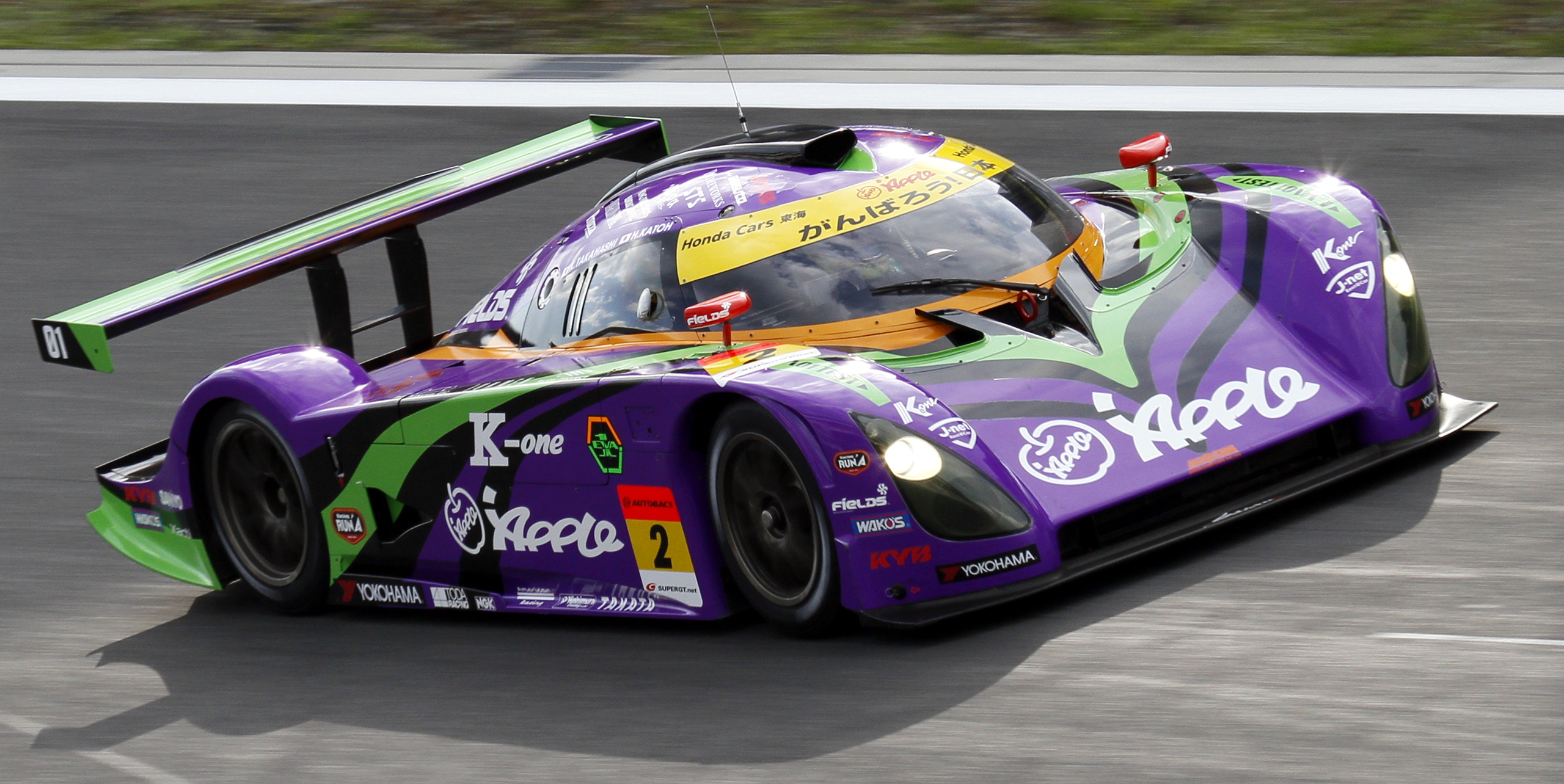
紫電 MC/RT-16（2011年）

- MCS50 Carbonara (K4-GP参戦車両)
- Footwork ムーンクラフト スペシャル 7 / マーチ85J・ヤマハ